# Barry Forde
Barry Ricardo Forde (Saint James, 17 de setembre de 1976) va ser un ciclista barbadià que s'especialitzà en les proves en pista, concretament en velocitat i keirin. La seva carrera esportiva va estar esquitxada pel dopatge. Primer el 2003, on ja va perdre una medalla de bronze aconseguida als Campionats del món de Stuttgart, per un positiu en efedrina. El 2005, va donar positiu en un control per testosterona i va ser sancionat per dos anys. El 2010 va tornar a donar positiu, aquest cop per eritropoetina i va ser sancionat de per vida per l'UCI.
És fill del també ciclista Colin Forde.

## Palmarès
- 1998
  - Medalla d'or als Jocs Centreamericans i del Carib en Velocitat
- 2000
  - 1r als Campionats Panamericans en Velocitat
- 2001
  - 1r als Campionats Panamericans en Velocitat
  - 1r als Campionats Panamericans en Keirin
- 2003
  - Medalla d'or als Jocs Panamericans en Velocitat
  - Medalla d'or als Jocs Panamericans en Keirin
- 2005
  - 1r als Campionats Panamericans en Velocitat
  - 1r als Campionats Panamericans en Keirin